# K League 1 2022
La K League 1 2022 fue la 40.ª temporada de la división más alta del fútbol en Corea del Sur desde el establecimiento en 1983 como K-League y la quinta temporada con su actual nombre, la K League 1.
La temporada 2022 se dividió en dos partes. Primero, hubo 33 jornadas regulares en las cuales los 12 equipos jugaron todos contra todos a tres vueltas (Jornada 1–33). Después hubo un Hexagonal Final A y Final B, cada uno dividido con seis equipos en base a las posiciones en la temporada regular, en cada hexagonal jugaron todos contra todos a una vuelta final (Jornada 34–38).

## Ascensos y descensos
| Pos. | Descendidos de la K League 1 2021 |
| ---- | --------------------------------- |
| 12.º | Gwangju                           |

| Pos. | Ascendidos de la K League 2 2021 |
| ---- | -------------------------------- |
| 1.º  | Gimcheon Sangmu                  |

## Equipos
| Club                    | Ciudad                | Entrenador     | Propietario              |
| ----------------------- | --------------------- | -------------- | ------------------------ |
| Daegu FC                | Daegu                 | Lee Byung-keun | Gobierno de Daegu        |
| Gangwon                 | Chuncheon y Gangneung | Choi Yong-soo  | Gobierno de Gangwon-do   |
| Gimcheon Sangmu         | Gimcheon              | Kim Tae-wan    | F. A. de Corea           |
| Incheon United          | Incheon               | Jo Sung-hwan   | Gobierno de Incheon      |
| Jeju United             | Jeju-do               | Nam Ki-il      | SK Energy                |
| Jeonbuk Hyundai Motors  | Jeonbuk               | Kim Sang-shik  | Hyundai Motor Company    |
| Pohang Steelers         | Pohang, Gyeongbuk     | Kim Gi-dong    | POSCO                    |
| Seongnam                | Seongnam, Gyeonggi    | Kim Nam-il     | Gobierno de Seongnam     |
| FC Seúl                 | Seúl                  | Park Jin-sub   | GS Group                 |
| Suwon Samsung Bluewings | Suwon, Gyeonggi       | Park Kun-ha    | Samsung Group            |
| Suwon FC                | Suwon, Gyeonggi       | Kim Do-kyun    | Gobierno de Suwon        |
| Ulsan Hyundai           | Ulsan                 | Hong Myung-bo  | Hyundai Heavy Industries |

### Estadios
| Daegu FC            | Gangwon                                     | Gimcheon Sangmu             | Incheon United               | Jeju United                 | Jeonbuk Hyundai Motors        |
| ------------------- | ------------------------------------------- | --------------------------- | ---------------------------- | --------------------------- | ----------------------------- |
| DGB Daegu Bank Park | Chuncheon Leports Town Estadio de Gangneung | Estadio de Gimcheon         | Estadio de Fútbol de Incheon | Estadio Mundialista de Jeju | Estadio Mundialista de Jeonju |
| Capacidad: 12 415   | Capacidad: 20 000 Capacidad: 22 333         | Capacidad: 25 000           | Capacidad: 20 891            | Capacidad: 35 657           | Capacidad: 42 477             |
|                     |                                             |                             |                              |                             |                               |
| Pohang Steelers     | Seongnam                                    | FC Seúl                     | Suwon Samsung Bluewings      | Suwon FC                    | Ulsan Hyundai                 |
| Estadio Steel Yard  | Estadio Tancheon                            | Estadio Mundialista de Seúl | Estadio Mundialista de Suwon | Estadio de Suwon            | Estadio Mundialista de Ulsan  |
| Capacidad: 17 443   | Capacidad: 16 146                           | Capacidad: 66 704           | Capacidad: 42 655            | Capacidad: 11 808           | Capacidad: 44 102             |
|                     |                                             |                             |                              |                             |                               |

## Desarrollo

### Clasificación
Actualizado el 23 de octubre de 2022.
| Pos. | Equipo                  | Pts. | PJ | G  | E  | P  | GF | GC | Dif. | Clasificación o descenso               |
| ---- | ----------------------- | ---- | -- | -- | -- | -- | -- | -- | ---- | -------------------------------------- |
| 1    | Ulsan Hyundai (C)       | 76   | 38 | 22 | 10 | 6  | 57 | 33 | +24  | Fase de grupos de Liga de Campeones    |
| 2    | Jeonbuk Hyundai Motors  | 73   | 38 | 21 | 10 | 7  | 56 | 36 | +20  | Fase de grupos de Liga de Campeones    |
| 3    | Pohang Steelers         | 60   | 38 | 16 | 12 | 10 | 52 | 41 | +11  | Fase de grupos de Liga de Campeones    |
| 4    | Incheon United          | 54   | 38 | 13 | 15 | 10 | 46 | 42 | +4   | Ronda de play-off de Liga de Campeones |
| 5    | Jeju United             | 52   | 38 | 14 | 10 | 14 | 52 | 50 | +2   |                                        |
| 6    | Gangwon                 | 49   | 38 | 14 | 7  | 17 | 50 | 52 | −2   |                                        |
|      |                         |      |    |    |    |    |    |    |      |                                        |
| 7    | Suwon F. C.             | 48   | 38 | 13 | 9  | 16 | 56 | 63 | −7   |                                        |
| 8    | Daegu F. C.             | 46   | 38 | 10 | 16 | 12 | 52 | 59 | −7   |                                        |
| 9    | F. C. Seúl              | 46   | 38 | 11 | 13 | 14 | 43 | 47 | −4   |                                        |
| 10   | Suwon Samsung Bluewings | 44   | 38 | 11 | 11 | 16 | 44 | 49 | −5   | Play-offs de descenso                  |
| 11   | Gimcheon Sangmu (D)     | 38   | 38 | 8  | 14 | 16 | 45 | 48 | −3   | Play-offs de descenso                  |
| 12   | Seongnam (D)            | 30   | 38 | 7  | 9  | 22 | 37 | 70 | −33  | Descenso a K League 2                  |

 Fuente: K League
Criterios de clasificación: 1) Puntos; 2) Goles a favor; 3) Diferencia de goles; 4) Número de victorias; 5) Puntos en enfrentamientos directos; 6) Play-off.
Notas:
1. ↑  Los equipos fueron divididos en dos grupos (Final A y Final B) después de que cada uno jugó 33 partidos.
2. ↑  Jeonbuk Hyundai Motors se clasificó como el ganador de la Copa de Corea del Sur 2022, por tanto el tercer lugar clasificó a la fase de grupos de la Liga de Campeones.
3. ↑  Gimcheon Sangmu es un equipo militar y no fue elegible para representar a Corea del Sur en las competiciones de clubes de la AFC.

### Evolución de la clasificación
| Equipo          | 01 | 02 | 03 | 04 | 05 | 06 | 07 | 08 | 09 | 10 | 11 | 12 | 13 | 14 | 15 | 16 | 17 | 18 | 19 | 20 | 21 | 22 | 23 | 24 | 25 | 26 | 27 | 28 | 29 | 30 | 31 | 32 | 33 |
| --------------- | -- | -- | -- | -- | -- | -- | -- | -- | -- | -- | -- | -- | -- | -- | -- | -- | -- | -- | -- | -- | -- | -- | -- | -- | -- | -- | -- | -- | -- | -- | -- | -- | -- |
| Ulsan Hyundai   | 6  | 4  | 1  | 1  | 1  | 1  | 1  | 1  | 1  | 1  | 1  | 1  | 1  | 1  | 1  | 1  | 1  | 1  | 1  | 1  | 1  | 1  | 1  | 1  | 1  | 1  | 1  | 1  | 1  | 1  | 1  | 1  | 1  |
| Jeonbuk Hyundai | 5  | 6  | 7  | 9  | 11 | 11 | 8  | 6  | 4  | 6  | 5  | 5  | 3  | 2  | 3  | 3  | 2  | 2  | 2  | 2  | 2  | 2  | 2  | 2  | 2  | 2  | 2  | 2  | 2  | 2  | 2  | 2  | 2  |
| Pohang          | 1  | 7  | 3  | 2  | 2  | 4  | 4  | 3  | 3  | 3  | 2  | 4  | 5  | 4  | 5  | 4  | 5  | 5  | 3  | 3  | 3  | 3  | 3  | 3  | 3  | 3  | 3  | 3  | 3  | 3  | 3  | 3  | 3  |
| Incheon         | 4  | 5  | 2  | 5  | 3  | 2  | 2  | 2  | 2  | 2  | 4  | 3  | 4  | 5  | 4  | 5  | 4  | 4  | 5  | 5  | 5  | 5  | 5  | 5  | 4  | 5  | 4  | 4  | 4  | 4  | 4  | 4  | 4  |
| Jeju            | 12 | 10 | 9  | 7  | 4  | 3  | 3  | 5  | 5  | 4  | 3  | 2  | 2  | 3  | 2  | 2  | 3  | 3  | 4  | 4  | 4  | 4  | 4  | 4  | 5  | 4  | 5  | 5  | 5  | 5  | 5  | 5  | 5  |
| Gangwon         | 2  | 3  | 6  | 4  | 7  | 5  | 7  | 7  | 8  | 9  | 10 | 11 | 10 | 10 | 10 | 11 | 11 | 10 | 9  | 10 | 8  | 7  | 8  | 7  | 7  | 7  | 8  | 7  | 6  | 7  | 6  | 7  | 6  |
| Suwon           | 9  | 11 | 12 | 12 | 10 | 8  | 9  | 9  | 7  | 7  | 9  | 10 | 11 | 11 | 11 | 10 | 8  | 8  | 8  | 6  | 6  | 6  | 6  | 6  | 6  | 6  | 6  | 6  | 7  | 6  | 7  | 6  | 7  |
| Seúl            | 3  | 1  | 4  | 6  | 8  | 10 | 11 | 10 | 8  | 8  | 7  | 6  | 6  | 7  | 7  | 6  | 7  | 7  | 7  | 8  | 9  | 9  | 7  | 8  | 8  | 8  | 7  | 8  | 8  | 8  | 8  | 8  | 8  |
| Daegu           | 10 | 9  | 8  | 10 | 6  | 7  | 6  | 8  | 10 | 11 | 8  | 8  | 9  | 6  | 6  | 7  | 6  | 6  | 6  | 7  | 7  | 8  | 9  | 9  | 9  | 9  | 10 | 10 | 11 | 11 | 11 | 10 | 9  |
| Gimcheon        | 7  | 2  | 5  | 3  | 5  | 5  | 5  | 4  | 6  | 5  | 6  | 7  | 7  | 9  | 9  | 9  | 9  | 9  | 10 | 9  | 10 | 10 | 10 | 11 | 10 | 11 | 11 | 11 | 10 | 10 | 10 | 11 | 10 |
| Suwon Samsung   | 8  | 8  | 10 | 8  | 8  | 9  | 10 | 11 | 11 | 10 | 11 | 9  | 8  | 8  | 8  | 8  | 10 | 11 | 11 | 11 | 11 | 11 | 11 | 10 | 11 | 10 | 9  | 9  | 9  | 9  | 9  | 9  | 11 |
| Seongnam        | 11 | 12 | 11 | 11 | 12 | 12 | 12 | 12 | 12 | 12 | 12 | 12 | 12 | 12 | 12 | 12 | 12 | 12 | 12 | 12 | 12 | 12 | 12 | 12 | 12 | 12 | 12 | 12 | 12 | 12 | 12 | 12 | 12 |

| Equipo          | 34 | 35 | 36 | 37 | 38 |
| --------------- | -- | -- | -- | -- | -- |
| Ulsan Hyundai   | 1  | 1  | 1  | 1  | 1  |
| Jeonbuk Hyundai | 2  | 2  | 2  | 2  | 2  |
| Pohang          | 3  | 3  | 3  | 3  | 3  |
| Incheon         | 4  | 4  | 4  | 4  | 4  |
| Jeju            | 6  | 6  | 5  | 5  | 5  |
| Gangwon         | 5  | 5  | 6  | 6  | 6  |

| Equipo        | 34 | 35 | 36 | 37 | 38 |
| ------------- | -- | -- | -- | -- | -- |
| Suwon         | 7  | 7  | 7  | 7  | 7  |
| Daegu         | 9  | 9  | 8  | 8  | 8  |
| Seúl          | 8  | 8  | 9  | 9  | 9  |
| Suwon Samsung | 10 | 10 | 10 | 10 | 10 |
| Gimcheon      | 11 | 11 | 11 | 11 | 11 |
| Seongnam      | 12 | 12 | 12 | 12 | 12 |

## Resultados
Los horarios corresponden al huso horario de Corea del Sur: UTC+9 en horario estándar.

### Fixture
| Jeonbuk Hyundai Motors | 1 - 0 | Suwon F. C.             | Mundialista de Jeonju        | 19 de febrero | 14:00 |
| Daegu F. C.            | 0 - 2 | F. C. Seúl              | DGB Daegu Bank Park          | 19 de febrero | 16:30 |
| Incheon United         | 1 - 0 | Suwon Samsung Bluewings | Estadio de Fútbol de Incheon | 19 de febrero | 16:30 |
| Jeju United            | 0 - 3 | Pohang Steelers         | Mundialista de Jeju          | 20 de febrero | 14:00 |
| Gangwon                | 2 - 0 | Seongnam                | Estadio de Gangneung         | 20 de febrero | 14:00 |
| Ulsan Hyundai          | 0 - 0 | Gimcheon Sangmu         | Mundialista de Ulsan         | 20 de febrero | 16:30 |

| Suwon Samsung Bluewings | 1 - 0 | Suwon F. C.            | Mundialista de Suwon         | 26 de febrero | 14:00 |
| Incheon United          | 1 - 1 | F. C. Seúl             | Estadio de Fútbol de Incheon | 26 de febrero | 14:00 |
| Jeju United             | 0 - 0 | Gangwon                | Mundialista de Jeju          | 26 de febrero | 16:30 |
| Seongnam                | 0 - 2 | Ulsan Hyundai          | Tancheon                     | 26 de febrero | 16:30 |
| Gimcheon Sangmu         | 3 - 2 | Pohang Steelers        | Estadio de Gimcheon          | 27 de febrero | 14:00 |
| Daegu F. C.             | 1 - 1 | Jeonbuk Hyundai Motors | DGB Daegu Bank Park          | 27 de febrero | 16:30 |

| Ulsan Hyundai           | 2 - 1 | Suwon F. C.     | Mundialista de Ulsan  | 1 de marzo | 14:00 |
| Suwon Samsung Bluewings | 0 - 1 | Jeju United     | Mundialista de Suwon  | 1 de marzo | 14:00 |
| Seongnam                | 0 - 0 | F. C. Seúl      | Tancheon              | 1 de marzo | 16:30 |
| Gangwon                 | 0 - 1 | Incheon United  | Estadio de Gangneung  | 1 de marzo | 16:30 |
| Jeonbuk Hyundai Motors  | 0 - 1 | Pohang Steelers | Mundialista de Jeonju | 2 de marzo | 19:00 |
| Daegu F. C.             | 1 - 0 | Gimcheon Sangmu | DGB Daegu Bank Park   | 2 de marzo | 19:30 |

| Seongnam               | 2 - 2 | Suwon Samsung Bluewings | Tancheon                     | 5 de marzo | 14:00 |
| Gangwon                | 2 - 0 | Daegu F. C.             | Estadio de Gangneung         | 5 de marzo | 16:30 |
| Incheon United         | 0 - 1 | Pohang Steelers         | Estadio de Fútbol de Incheon | 5 de marzo | 19:00 |
| Gimcheon Sangmu        | 2 - 0 | F. C. Seúl              | Estadio de Gimcheon          | 6 de marzo | 14:00 |
| Jeonbuk Hyundai Motors | 0 - 1 | Ulsan Hyundai           | Mundialista de Jeonju        | 6 de marzo | 16:30 |
| Jeju United            | 0 - 0 | Suwon F. C.             | Mundialista de Jeju          | 6 de marzo | 16:30 |

| Ulsan Hyundai           | 2 - 1 | F. C. Seúl             | Mundialista de Ulsan         | 11 de marzo | 19:00 |
| Daegu F. C.             | 3 - 1 | Seongnam               | DGB Daegu Bank Park          | 11 de marzo | 19:00 |
| Jeju United             | 2 - 0 | Jeonbuk Hyundai Motors | Mundialista de Jeju          | 12 de marzo | 14:00 |
| Suwon Samsung Bluewings | 1 - 1 | Pohang Steelers        | Mundialista de Suwon         | 12 de marzo | 16:30 |
| Incheon United          | 1 - 0 | Gimcheon Sangmu        | Estadio de Fútbol de Incheon | 13 de marzo | 14:00 |
| Gangwon                 | 0 - 2 | Suwon F. C.            | Estadio de Gangneung         | 13 de marzo | 16:30 |

| Suwon Samsung Bluewings | 2 - 2 | Gangwon         | Mundialista de Suwon  | 19 de marzo | 14:00 |
| F. C. Seúl              | 1 - 2 | Jeju United     | Mundialista de Seúl   | 19 de marzo | 16:30 |
| Jeonbuk Hyundai Motors  | 1 - 1 | Gimcheon Sangmu | Mundialista de Jeonju | 19 de marzo | 19:00 |
| Suwon F. C.             | 4 - 3 | Daegu F. C.     | Estadio de Suwon      | 20 de marzo | 14:00 |
| Seongnam                | 0 - 1 | Incheon United  | Tancheon              | 20 de marzo | 19:00 |
| Ulsan Hyundai           | 2 - 0 | Pohang Steelers | Mundialista de Ulsan  | 27 de marzo | 14:00 |

| Jeju United     | 0 - 0 | Daegu F. C.             | Mundialista de Jeju          | 2 de abril | 14:00 |
| Incheon United  | 1 - 1 | Ulsan Hyundai           | Estadio de Fútbol de Incheon | 2 de abril | 14:00 |
| Gimcheon Sangmu | 1 - 1 | Suwon Samsung Bluewings | Estadio de Gimcheon          | 2 de abril | 16:30 |
| Gangwon         | 1 - 2 | Jeonbuk Hyundai Motors  | Estadio de Gangneung         | 2 de abril | 19:00 |
| Suwon F. C.     | 3 - 4 | Seongnam                | Estadio de Suwon             | 3 de abril | 14:00 |
| Pohang Steelers | 1 - 1 | F. C. Seúl              | Steel Yard                   | 3 de abril | 16:30 |

| Suwon Samsung Bluewings | 0 - 1 | Jeonbuk Hyundai Motors | Mundialista de Suwon | 5 de abril | 19:00 |
| Daegu F. C.             | 1 - 2 | Incheon United         | DGB Daegu Bank Park  | 5 de abril | 19:30 |
| Jeju United             | 1 - 2 | Ulsan Hyundai          | Mundialista de Jeju  | 5 de abril | 19:30 |
| Seongnam                | 0 - 3 | Gimcheon Sangmu        | Tancheon             | 6 de abril | 19:00 |
| F. C. Seúl              | 2 - 2 | Gangwon                | Mundialista de Seúl  | 6 de abril | 19:30 |
| Pohang Steelers         | 2 - 0 | Suwon F. C.            | Steel Yard           | 6 de abril | 19:30 |

| Seongnam       | 0 - 4 | Jeonbuk Hyundai Motors  | Tancheon                     | 9 de abril  | 14:00 |
| Ulsan Hyundai  | 3 - 1 | Daegu F. C.             | Mundialista de Ulsan         | 9 de abril  | 16:30 |
| Gangwon        | 1 - 1 | Pohang Steelers         | Estadio de Gangneung         | 10 de abril | 14:00 |
| Suwon F. C.    | 3 - 2 | Gimcheon Sangmu         | Estadio de Suwon             | 10 de abril | 15:00 |
| Incheon United | 2 - 2 | Jeju United             | Estadio de Fútbol de Incheon | 10 de abril | 16:30 |
| F. C. Seúl     | 2 - 0 | Suwon Samsung Bluewings | Mundialista de Seúl          | 10 de abril | 19:00 |

| Jeonbuk Hyundai Motors  | 1 - 1 | F. C. Seúl     | Mundialista de Jeonju | 5 de mayo | 14:00 |
| Seongnam                | 1 - 2 | Jeju United    | Tancheon              | 5 de mayo | 14:00 |
| Suwon Samsung Bluewings | 1 - 0 | Ulsan Hyundai  | Mundialista de Suwon  | 5 de mayo | 16:30 |
| Pohang Steelers         | 1 - 1 | Daegu F. C.    | Steel Yard            | 5 de mayo | 16:30 |
| Suwon F. C.             | 2 - 2 | Incheon United | Estadio de Suwon      | 5 de mayo | 19:00 |
| Gimcheon Sangmu         | 1 - 0 | Gangwon        | Estadio de Gimcheon   | 5 de mayo | 19:00 |

| Daegu F. C.     | 3 - 0 | Suwon Samsung Bluewings | DGB Daegu Bank Park          | 8 de mayo | 14:00 |
| Gangwon         | 1 - 3 | Ulsan Hyundai           | Estadio de Gangneung         | 8 de mayo | 14:00 |
| F. C. Seúl      | 3 - 1 | Suwon F. C.             | Mundialista de Seúl          | 8 de mayo | 16:30 |
| Incheon United  | 0 - 1 | Jeonbuk Hyundai Motors  | Estadio de Fútbol de Incheon | 8 de mayo | 16:30 |
| Jeju United     | 3 - 1 | Gimcheon Sangmu         | Mundialista de Jeju          | 8 de mayo | 19:00 |
| Pohang Steelers | 1 - 0 | Seongnam                | Steel Yard                   | 8 de mayo | 19:00 |

| Gimcheon Sangmu         | 1 - 1 | Daegu F. C.     | Estadio de Gimcheon   | 14 de mayo | 16:30 |
| Ulsan Hyundai           | 2 - 2 | Incheon United  | Mundialista de Ulsan  | 14 de mayo | 19:00 |
| Suwon Samsung Bluewings | 1 - 0 | Seongnam        | Mundialista de Suwon  | 14 de mayo | 19:00 |
| Suwon F. C.             | 1 - 3 | Jeju United     | Estadio de Suwon      | 15 de mayo | 13:30 |
| Jeonbuk Hyundai Motors  | 1 - 1 | Gangwon         | Mundialista de Jeonju | 15 de mayo | 16:30 |
| F. C. Seúl              | 1 - 0 | Pohang Steelers | Mundialista de Seúl   | 15 de mayo | 19:00 |

| Suwon Samsung Bluewings | 2 - 1 | Gimcheon Sangmu        | Mundialista de Suwon         | 17 de mayo | 19:00 |
| Incheon United          | 2 - 2 | Daegu F. C.            | Estadio de Fútbol de Incheon | 17 de mayo | 19:30 |
| Ulsan Hyundai           | 1 - 0 | Jeju United            | Mundialista de Ulsan         | 18 de mayo | 19:00 |
| Pohang Steelers         | 0 - 1 | Jeonbuk Hyundai Motors | Steel Yard                   | 18 de mayo | 19:00 |
| Seongnam                | 2 - 2 | Suwon F. C.            | Tancheon                     | 18 de mayo | 19:30 |
| Gangwon                 | 1 - 0 | F. C. Seúl             | Estadio de Gangneung         | 18 de mayo | 19:30 |

| F. C. Seúl      | 0 - 1 | Seongnam                | Mundialista de Seúl | 21 de mayo | 16:30 |
| Pohang Steelers | 2 - 0 | Incheon United          | Steel Yard          | 21 de mayo | 18:00 |
| Gimcheon Sangmu | 0 - 2 | Ulsan Hyundai           | Estadio de Gimcheon | 21 de mayo | 19:00 |
| Daegu F. C.     | 3 - 0 | Gangwon                 | DGB Daegu Bank Park | 22 de mayo | 16:30 |
| Jeju United     | 0 - 0 | Suwon Samsung Bluewings | Mundialista de Jeju | 22 de mayo | 16:30 |
| Suwon F. C.     | 0 - 1 | Jeonbuk Hyundai Motors  | Estadio de Suwon    | 22 de mayo | 19:00 |

| F. C. Seúl             | 2 - 2 | Gimcheon Sangmu         | Mundialista de Seúl          | 28 de mayo | 16:30 |
| Jeonbuk Hyundai Motors | 0 - 2 | Jeju United             | Mundialista de Jeonju        | 28 de mayo | 19:00 |
| Suwon F. C.            | 1 - 2 | Ulsan Hyundai           | Estadio de Suwon             | 28 de mayo | 19:00 |
| Incheon United         | 1 - 0 | Seongnam                | Estadio de Fútbol de Incheon | 29 de mayo | 16:30 |
| Daegu F. C.            | 2 - 2 | Pohang Steelers         | DGB Daegu Bank Park          | 29 de mayo | 19:00 |
| Gangwon                | 1 - 1 | Suwon Samsung Bluewings | Estadio de Gangneung         | 29 de mayo | 19:00 |

| Gimcheon Sangmu         | 0 - 1 | Suwon F. C.            | Estadio de Gimcheon  | 17 de junio | 19:00 |
| Pohang Steelers         | 3 - 1 | Gangwon                | Steel Yard           | 17 de junio | 19:00 |
| Jeju United             | 2 - 1 | Incheon United         | Mundialista de Jeju  | 18 de junio | 18:00 |
| Seongnam                | 1 - 1 | Daegu F. C.            | Tancheon             | 18 de junio | 19:30 |
| Ulsan Hyundai           | 1 - 3 | Jeonbuk Hyundai Motors | Mundialista de Ulsan | 19 de junio | 18:00 |
| Suwon Samsung Bluewings | 0 - 1 | F. C. Seúl             | Mundialista de Suwon | 19 de junio | 19:30 |

| Gimcheon Sangmu        | 1 - 1 | Seongnam                | Estadio de Gimcheon          | 21 de junio | 19:00 |
| Daegu F. C.            | 1 - 0 | Jeju United             | DGB Daegu Bank Park          | 21 de junio | 19:30 |
| Suwon F. C.            | 2 - 1 | Pohang Steelers         | Estadio de Suwon             | 21 de junio | 19:30 |
| Jeonbuk Hyundai Motors | 2 - 1 | Suwon Samsung Bluewings | Mundialista de Jeonju        | 22 de junio | 19:00 |
| F. C. Seúl             | 1 - 2 | Ulsan Hyundai           | Mundialista de Seúl          | 22 de junio | 19:30 |
| Incheon United         | 4 - 1 | Gangwon                 | Estadio de Fútbol de Incheon | 22 de junio | 19:30 |

| Jeonbuk Hyundai Motors | 1 - 1 | Daegu F. C.             | Mundialista de Jeonju  | 25 de junio | 18:00 |
| Suwon F. C.            | 3 - 0 | Suwon Samsung Bluewings | Estadio de Suwon       | 25 de junio | 19:00 |
| F. C. Seúl             | 1 - 1 | Incheon United          | Mundialista de Seúl    | 25 de junio | 20:00 |
| Ulsan Hyundai          | 0 - 0 | Seongnam                | Mundialista de Ulsan   | 26 de junio | 18:00 |
| Pohang Steelers        | 1 - 1 | Gimcheon Sangmu         | Steel Yard             | 26 de junio | 19:00 |
| Gangwon                | 4 - 2 | Jeju United             | Chuncheon Leports Town | 26 de junio | 19:30 |

| Jeju United             | 2 - 2 | F. C. Seúl             | Mundialista de Jeju  | 2 de julio | 18:00 |
| Pohang Steelers         | 2 - 0 | Ulsan Hyundai          | Steel Yard           | 2 de julio | 19:00 |
| Gimcheon Sangmu         | 1 - 2 | Jeonbuk Hyundai Motors | Estadio de Gimcheon  | 2 de julio | 19:00 |
| Seongnam                | 0 - 2 | Gangwon                | Tancheon             | 2 de julio | 20:00 |
| Daegu F. C.             | 0 - 0 | Suwon F. C.            | DGB Daegu Bank Park  | 3 de julio | 19:00 |
| Suwon Samsung Bluewings | 0 - 0 | Incheon United         | Mundialista de Suwon | 3 de julio | 19:30 |

| Seongnam                | 1 - 4 | Pohang Steelers        | Tancheon                     | 5 de julio | 19:00 |
| Gimcheon Sangmu         | 4 - 0 | Jeju United            | Estadio de Gimcheon          | 5 de julio | 19:00 |
| Ulsan Hyundai           | 2 - 1 | Gangwon                | Mundialista de Ulsan         | 5 de julio | 19:30 |
| Suwon Samsung Bluewings | 1 - 1 | Daegu F. C.            | Mundialista de Suwon         | 6 de julio | 19:00 |
| Incheon United          | 0 - 1 | Suwon F. C.            | Estadio de Fútbol de Incheon | 6 de julio | 19:00 |
| F. C. Seúl              | 0 - 1 | Jeonbuk Hyundai Motors | Mundialista de Seúl          | 6 de julio | 19:30 |

| Jeju United            | 3 - 2 | Seongnam                | Mundialista de Jeju    | 8 de julio  | 19:30 |
| Gangwon                | 3 - 2 | Gimcheon Sangmu         | Chuncheon Leports Town | 8 de julio  | 19:30 |
| Jeonbuk Hyundai Motors | 2 - 2 | Incheon United          | Mundialista de Jeonju  | 9 de julio  | 19:00 |
| Daegu F. C.            | 1 - 1 | Ulsan Hyundai           | DGB Daegu Bank Park    | 9 de julio  | 20:00 |
| Suwon F. C.            | 4 - 3 | F. C. Seúl              | Estadio de Suwon       | 10 de julio | 19:00 |
| Pohang Steelers        | 1 - 0 | Suwon Samsung Bluewings | Steel Yard             | 10 de julio | 19:00 |

| Jeonbuk Hyundai Motors | 3 - 2 | Seongnam                | Mundialista de Jeonju | 16 de julio | 18:00 |
| Ulsan Hyundai          | 2 - 1 | Suwon Samsung Bluewings | Mundialista de Ulsan  | 16 de julio | 18:00 |
| Gimcheon Sangmu        | 0 - 1 | Incheon United          | Estadio de Gimcheon   | 16 de julio | 18:00 |
| Suwon F. C.            | 2 - 4 | Gangwon                 | Estadio de Suwon      | 16 de julio | 19:00 |
| F. C. Seúl             | 2 - 1 | Daegu F. C.             | Mundialista de Seúl   | 16 de julio | 20:00 |
| Pohang Steelers        | 1 - 1 | Jeju United             | Steel Yard            | 16 de julio | 20:00 |

| Suwon Samsung Bluewings | 2 - 3 | Gangwon         | Mundialista de Suwon         | 27 de agosto | 18:00 |
| Jeju United             | 1 - 1 | Ulsan Hyundai   | Mundialista de Jeju          | 27 de agosto | 19:00 |
| Incheon United          | 2 - 0 | F. C. Seúl      | Estadio de Fútbol de Incheon | 27 de agosto | 20:00 |
| Seongnam                | 2 - 1 | Suwon F. C.     | Tancheon                     | 28 de agosto | 19:00 |
| Daegu F. C.             | 0 - 0 | Gimcheon Sangmu | DGB Daegu Bank Park          | 28 de agosto | 20:00 |
| Jeonbuk Hyundai Motors  | 2 - 2 | Pohang Steelers | Mundialista de Jeonju        | 29 de agosto | 19:00 |

| Suwon F. C.     | 0 - 1 | Jeonbuk Hyundai Motors  | Estadio de Suwon       | 10 de agosto | 19:00 |
| Gangwon         | 1 - 0 | Daegu F. C.             | Chuncheon Leports Town | 10 de agosto | 19:30 |
| Pohang Steelers | 1 - 1 | Incheon United          | Steel Yard             | 20 de agosto | 18:00 |
| Jeju United     | 1 - 2 | Suwon Samsung Bluewings | Mundialista de Jeju    | 20 de agosto | 20:00 |
| F. C. Seúl      | 2 - 0 | Seongnam                | Mundialista de Seúl    | 21 de agosto | 18:00 |
| Gimcheon Sangmu | 1 - 2 | Ulsan Hyundai           | Estadio de Gimcheon    | 21 de agosto | 19:00 |

| Jeonbuk Hyundai Motors  | 1 - 0 | Jeju United     | Mundialista de Jeonju | 30 de julio | 19:00 |
| Suwon Samsung Bluewings | 0 - 0 | Gimcheon Sangmu | Mundialista de Suwon  | 30 de julio | 19:00 |
| Pohang Steelers         | 1 - 2 | F. C. Seúl      | Steel Yard            | 30 de julio | 19:30 |
| Seongnam                | 3 - 1 | Incheon United  | Tancheon              | 30 de julio | 20:00 |
| Ulsan Hyundai           | 2 - 1 | Gangwon         | Mundialista de Ulsan  | 30 de julio | 20:00 |
| Suwon F. C.             | 2 - 2 | Daegu F. C.     | Estadio de Suwon      | 31 de julio | 19:30 |

| Gimcheon Sangmu | 0 - 1 | Pohang Steelers         | Estadio de Gimcheon          | 2 de agosto | 19:00 |
| Jeju United     | 1 - 2 | Seongnam                | Mundialista de Jeju          | 2 de agosto | 19:30 |
| Ulsan Hyundai   | 1 - 1 | F. C. Seúl              | Mundialista de Ulsan         | 2 de agosto | 20:00 |
| Incheon United  | 1 - 1 | Suwon F. C.             | Estadio de Fútbol de Incheon | 3 de agosto | 19:00 |
| Daegu F. C.     | 1 - 2 | Suwon Samsung Bluewings | DGB Daegu Bank Park          | 3 de agosto | 19:30 |
| Gangwon         | 2 - 1 | Jeonbuk Hyundai Motors  | Chuncheon Leports Town       | 3 de agosto | 19:30 |

| Seongnam               | 1 - 4 | Gimcheon Sangmu         | Tancheon              | 5 de agosto | 19:00 |
| F. C. Seúl             | 0 - 2 | Jeju United             | Mundialista de Seúl   | 5 de agosto | 19:30 |
| Pohang Steelers        | 2 - 1 | Gangwon                 | Steel Yard            | 6 de agosto | 19:00 |
| Suwon F. C.            | 4 - 2 | Suwon Samsung Bluewings | Estadio de Suwon      | 6 de agosto | 19:30 |
| Jeonbuk Hyundai Motors | 1 - 1 | Ulsan Hyundai           | Mundialista de Jeonju | 7 de agosto | 19:00 |
| Daegu F. C.            | 2 - 3 | Incheon United          | DGB Daegu Bank Park   | 7 de agosto | 19:30 |

| Ulsan Hyundai           | 4 - 0 | Daegu F. C.            | Mundialista de Ulsan         | 13 de agosto | 18:00 |
| Incheon United          | 3 - 1 | Jeonbuk Hyundai Motors | Estadio de Fútbol de Incheon | 13 de agosto | 19:30 |
| Jeju United             | 5 - 0 | Pohang Steelers        | Mundialista de Jeju          | 14 de agosto | 18:00 |
| Suwon Samsung Bluewings | 4 - 1 | Seongnam               | Mundialista de Suwon         | 14 de agosto | 19:30 |
| Gangwon                 | 2 - 3 | Suwon F. C.            | Chuncheon Leports Town       | 15 de agosto | 18:00 |
| Gimcheon Sangmu         | 1 - 2 | F. C. Seúl             | Estadio de Gimcheon          | 15 de agosto | 19:00 |

| Suwon F. C.     | 2 - 2 | Jeju United             | Estadio de Suwon             | 2 de septiembre | 19:00 |
| Incheon United  | 0 - 1 | Gangwon                 | Estadio de Fútbol de Incheon | 2 de septiembre | 19:30 |
| Pohang Steelers | 4 - 1 | Daegu F. C.             | Steel Yard                   | 3 de septiembre | 16:30 |
| Gimcheon Sangmu | 2 - 2 | Jeonbuk Hyundai Motors  | Estadio de Gimcheon          | 3 de septiembre | 19:00 |
| F. C. Seúl      | 1 - 3 | Suwon Samsung Bluewings | Mundialista de Seúl          | 4 de septiembre | 16:30 |
| Seongnam        | 2 - 0 | Ulsan Hyundai           | Tancheon                     | 4 de septiembre | 19:00 |

| Jeju United            | 0 - 1 | Incheon United          | Mundialista de Jeju    | 6 de septiembre | 19:00 |
| Gangwon                | 0 - 1 | Gimcheon Sangmu         | Chuncheon Leports Town | 6 de septiembre | 19:30 |
| Suwon F. C.            | 1 - 0 | Pohang Steelers         | Estadio de Suwon       | 6 de septiembre | 19:30 |
| Jeonbuk Hyundai Motors | 0 - 0 | F. C. Seúl              | Mundialista de Jeonju  | 7 de septiembre | 19:00 |
| Ulsan Hyundai          | 1 - 0 | Suwon Samsung Bluewings | Mundialista de Ulsan   | 7 de septiembre | 19:30 |
| Daegu F. C.            | 1 - 0 | Seongnam                | DGB Daegu Bank Park    | 7 de septiembre | 19:30 |

| Daegu F. C.             | 0 - 5 | Jeonbuk Hyundai Motors | DGB Daegu Bank Park  | 10 de septiembre | 14:00 |
| Gimcheon Sangmu         | 1 - 2 | Jeju United            | Estadio de Gimcheon  | 10 de septiembre | 14:00 |
| Seongnam                | 0 - 4 | Gangwon                | Tancheon             | 10 de septiembre | 16:30 |
| F. C. Seúl              | 2 - 2 | Suwon F. C.            | Mundialista de Seúl  | 10 de septiembre | 19:00 |
| Ulsan Hyundai           | 1 - 2 | Pohang Steelers        | Mundialista de Ulsan | 11 de septiembre | 16:30 |
| Suwon Samsung Bluewings | 3 - 3 | Incheon United         | Mundialista de Suwon | 11 de septiembre | 19:00 |

| Suwon F. C.             | 2 - 1 | Gimcheon Sangmu | Estadio de Suwon             | 13 de septiembre | 19:00 |
| Jeju United             | 2 - 2 | Daegu F. C.     | Mundialista de Jeju          | 13 de septiembre | 19:30 |
| F. C. Seúl              | 1 - 0 | Gangwon         | Mundialista de Seúl          | 13 de septiembre | 19:30 |
| Jeonbuk Hyundai Motors  | 1 - 0 | Seongnam        | Mundialista de Jeonju        | 14 de septiembre | 19:00 |
| Incheon United          | 0 - 0 | Ulsan Hyundai   | Estadio de Fútbol de Incheon | 14 de septiembre | 19:00 |
| Suwon Samsung Bluewings | 0 - 2 | Pohang Steelers | Mundialista de Suwon         | 14 de septiembre | 19:30 |

| Ulsan Hyundai           | 2 - 0 | Suwon F. C.            | Mundialista de Ulsan   | 18 de septiembre | 15:00 |
| Daegu F. C.             | 3 - 0 | F. C. Seúl             | DGB Daegu Bank Park    | 18 de septiembre | 15:00 |
| Suwon Samsung Bluewings | 2 - 3 | Jeonbuk Hyundai Motors | Mundialista de Suwon   | 18 de septiembre | 15:00 |
| Seongnam                | 1 - 1 | Pohang Steelers        | Tancheon               | 18 de septiembre | 15:00 |
| Gangwon                 | 2 - 1 | Jeju United            | Chuncheon Leports Town | 18 de septiembre | 15:00 |
| Gimcheon Sangmu         | 1 - 0 | Incheon United         | Estadio de Gimcheon    | 18 de septiembre | 15:00 |

| F. C. Seúl             | 2 - 3 | Daegu F. C.             | Mundialista de Seúl          | 1 de octubre | 14:00 |
| Incheon United         | 0 - 3 | Ulsan Hyundai           | Estadio de Fútbol de Incheon | 1 de octubre | 16:30 |
| Jeonbuk Hyundai Motors | 3 - 1 | Pohang Steelers         | Mundialista de Jeonju        | 1 de octubre | 19:00 |
| Jeju United            | 1 - 2 | Gangwon                 | Mundialista de Jeju          | 2 de octubre | 14:00 |
| Suwon F. C.            | 2 - 2 | Gimcheon Sangmu         | Estadio de Suwon             | 2 de octubre | 16:30 |
| Seongnam               | 0 - 2 | Suwon Samsung Bluewings | Tancheon                     | 3 de octubre | 14:00 |

| Pohang Steelers         | 1 - 2 | Jeju United            | Steel Yard             | 8 de octubre | 14:00 |
| Ulsan Hyundai           | 2 - 1 | Jeonbuk Hyundai Motors | Mundialista de Ulsan   | 8 de octubre | 16:30 |
| Gangwon                 | 0 - 0 | Incheon United         | Chuncheon Leports Town | 8 de octubre | 19:00 |
| Suwon Samsung Bluewings | 0 - 0 | F. C. Seúl             | Mundialista de Suwon   | 9 de octubre | 14:00 |
| Gimcheon Sangmu         | 1 - 1 | Seongnam               | Estadio de Gimcheon    | 9 de octubre | 16:30 |
| Daegu F. C.             | 2 - 1 | Suwon F. C.            | DGB Daegu Bank Park    | 9 de octubre | 19:00 |

| Pohang Steelers         | 1 - 1 | Ulsan Hyundai   | Steel Yard                   | 11 de octubre | 15:00 |
| Jeonbuk Hyundai Motors  | 1 - 0 | Gangwon         | Mundialista de Jeonju        | 11 de octubre | 19:30 |
| Incheon United          | 3 - 1 | Jeju United     | Estadio de Fútbol de Incheon | 11 de octubre | 19:30 |
| Suwon F. C.             | 2 - 1 | Seongnam        | Estadio de Suwon             | 12 de octubre | 19:30 |
| F. C. Seúl              | 1 - 1 | Gimcheon Sangmu | Mundialista de Seúl          | 12 de octubre | 19:30 |
| Suwon Samsung Bluewings | 1 - 2 | Daegu F. C.     | Mundialista de Suwon         | 12 de octubre | 19:30 |

| Gangwon                 | 1 - 2 | Ulsan Hyundai          | Chuncheon Leports Town       | 16 de octubre | 14:00 |
| Suwon Samsung Bluewings | 3 - 0 | Suwon F. C.            | Mundialista de Suwon         | 16 de octubre | 14:00 |
| Jeju United             | 1 - 2 | Jeonbuk Hyundai Motors | Mundialista de Jeju          | 16 de octubre | 16:30 |
| Daegu F. C.             | 1 - 1 | Gimcheon Sangmu        | DGB Daegu Bank Park          | 16 de octubre | 16:30 |
| Incheon United          | 1 - 1 | Pohang Steelers        | Estadio de Fútbol de Incheon | 16 de octubre | 19:00 |
| F. C. Seúl              | 0 - 1 | Seongnam               | Mundialista de Seúl          | 16 de octubre | 19:00 |

| Suwon F. C.            | 0 - 2 | F. C. Seúl              | Estadio de Suwon      | 22 de octubre | 15:00 |
| Gimcheon Sangmu        | 1 - 3 | Suwon Samsung Bluewings | Estadio de Gimcheon   | 22 de octubre | 15:00 |
| Seongnam               | 4 - 4 | Daegu F. C.             | Tancheon              | 22 de octubre | 15:00 |
| Ulsan Hyundai          | 1 - 2 | Jeju United             | Mundialista de Ulsan  | 23 de octubre | 15:00 |
| Jeonbuk Hyundai Motors | 2 - 1 | Incheon United          | Mundialista de Jeonju | 23 de octubre | 15:00 |
| Pohang Steelers        | 1 - 0 | Gangwon                 | Steel Yard            | 23 de octubre | 15:00 |

### Jornada 1-22
| Local \ Visitante       | USH | JHM | DGU | SWN | JJU | SSB | PHS | ICU | SEO | SNM | GWN | GIM |
| ----------------------- | --- | --- | --- | --- | --- | --- | --- | --- | --- | --- | --- | --- |
| Ulsan Hyundai           |     | 1–3 | 3–1 | 2–1 | 1–0 | 2–1 | 2–0 | 2–2 | 2–1 | 0–0 | 2–1 | 0–0 |
| Jeonbuk Hyundai Motors  | 0–1 |     | 1–1 | 1–0 | 0–2 | 2–1 | 0–1 | 2–2 | 1–1 | 3–2 | 1–1 | 1–1 |
| Daegu F. C.             | 1–1 | 1–1 |     | 0–0 | 1–0 | 3–0 | 2–2 | 1–2 | 0–2 | 3–1 | 3–0 | 1–0 |
| Suwon F. C.             | 1–2 | 0–1 | 4–3 |     | 1–3 | 3–0 | 2–1 | 2–2 | 4–3 | 3–4 | 2–4 | 3–2 |
| Jeju United             | 1–2 | 2–0 | 0–0 | 0–0 |     | 0–0 | 0–3 | 2–1 | 2–2 | 3–2 | 0–0 | 3–1 |
| Suwon Samsung Bluewings | 1–0 | 0–1 | 1–1 | 1–0 | 0–1 |     | 1–1 | 0–0 | 0–1 | 1–0 | 2–2 | 2–1 |
| Pohang Steelers         | 2–0 | 0–1 | 1–1 | 2–0 | 1–1 | 1–0 |     | 2–0 | 1–1 | 1–0 | 3–1 | 1–1 |
| Incheon United          | 1–1 | 0–1 | 2–2 | 0–1 | 2–2 | 1–0 | 0–1 |     | 1–1 | 1–0 | 4–1 | 1–0 |
| F. C. Seúl              | 1–2 | 0–1 | 2–1 | 3–1 | 1–2 | 2–0 | 1–0 | 1–1 |     | 0–1 | 2–2 | 2–2 |
| Seongnam                | 0–2 | 0–4 | 1–1 | 2–2 | 1–2 | 2–2 | 1–4 | 0–1 | 0–0 |     | 0–2 | 0–3 |
| Gangwon                 | 1–3 | 1–2 | 2–0 | 0–2 | 4–2 | 1–1 | 1–1 | 0–1 | 1–0 | 2–0 |     | 3–2 |
| Gimcheon Sangmu         | 0–2 | 1–2 | 1–1 | 0–1 | 4–0 | 1–1 | 3–2 | 0–1 | 2–0 | 1–1 | 1–0 |     |

### Jornada 23–33
| Local \ Visitante       | USH | JHM | DGU | SWN | JJU | SSB | PHS | ICU | SEO | SNM | GWN | GIM |
| ----------------------- | --- | --- | --- | --- | --- | --- | --- | --- | --- | --- | --- | --- |
| Ulsan Hyundai           |     |     | 4–0 | 2–0 |     | 1–0 | 1–2 |     | 1–1 |     | 2–1 |     |
| Jeonbuk Hyundai Motors  | 1–1 |     |     |     | 1–0 |     | 2–2 |     | 0–0 | 1–0 |     |     |
| Daegu F. C.             |     | 0–5 |     |     |     | 1–2 |     | 2–3 | 3–0 | 1–0 |     | 0–0 |
| Suwon F. C.             |     | 0–1 | 2–2 |     | 2–2 | 4–2 | 1–0 |     |     |     |     | 2–1 |
| Jeju United             | 1–1 |     | 2–2 |     |     | 1–2 | 5–0 | 0–1 |     | 1–2 |     |     |
| Suwon Samsung Bluewings |     | 2–3 |     |     |     |     | 0–2 | 3–3 |     | 4–1 | 2–3 | 0–0 |
| Pohang Steelers         |     |     | 4–1 |     |     |     |     | 1–1 | 1–2 |     | 2–1 |     |
| Incheon United          | 0–0 | 3–1 |     | 1–1 |     |     |     |     | 2–0 |     | 0–1 |     |
| F. C. Seúl              |     |     |     | 2–2 | 0–2 | 1–3 |     |     |     | 2–0 | 1–0 |     |
| Seongnam                | 2–0 |     |     | 2–1 |     |     | 1–1 | 3–1 |     |     | 0–4 | 1–4 |
| Gangwon                 |     | 2–1 | 1–0 | 2–3 | 2–1 |     |     |     |     |     |     | 0–1 |
| Gimcheon Sangmu         | 1–2 | 2–2 |     |     | 1–2 |     | 0–1 | 1–0 | 1–2 |     |     |     |

### Jornada 34–38
| Local \ Visitante      | GWN | ICU | JJU | JHM | PHS | USH |
| ---------------------- | --- | --- | --- | --- | --- | --- |
| Gangwon                |     | 0–0 |     |     |     | 1–2 |
| Incheon United         |     |     | 3–1 |     | 1–1 | 0–3 |
| Jeju United            | 1–2 |     |     | 1–2 |     |     |
| Jeonbuk Hyundai Motors | 1–0 | 2–1 |     |     | 3–1 |     |
| Pohang Steelers        | 1–0 |     | 1–2 |     |     | 1–1 |
| Ulsan Hyundai          |     |     | 1–2 | 2–1 |     |     |

| Local \ Visitante       | DGU | GCS | SNM | SEL | SSB | SWN |
| ----------------------- | --- | --- | --- | --- | --- | --- |
| Daegu F. C.             |     | 1–1 |     |     |     | 2–1 |
| Gimcheon Sangmu         |     |     | 1–1 |     | 1–3 |     |
| Seongnam                | 4–4 |     |     |     | 0–2 |     |
| F. C. Seúl              | 2–3 | 1–1 | 0–1 |     |     |     |
| Suwon Samsung Bluewings | 1–2 |     |     | 0–0 |     | 3–0 |
| Suwon F. C.             |     | 2–2 | 2–1 | 0–2 |     |     |

## Eliminatorias de descenso
Los equipos que finalizaron en el puesto 10 y 11 de la K League 1 se enfrentaron a los equipos que terminaron en el puesto 2 y el vencedor de la eliminatoria por promoción de la K League 2. La conformación de las llaves se realizó mediante sorteo en una fecha sobre el final de temporada. Los ganadores jugaron la próxima temporada en la K League 1 2023.
| Equipo 1             | Agr.        | Equipo 2                | Ida | Vuelta |
| -------------------- | ----------- | ----------------------- | --- | ------ |
| Anyang               | 1–2 (t. s.) | Suwon Samsung Bluewings | 0–0 | 1–2    |
| Daejeon Hana Citizen | 6–1         | Gimcheon Sangmu         | 2–1 | 4–0    |

| Ida; 26 de octubre de 2022 | Daejeon Hana Citizen              | 2 – 1   | Gimcheon Sangmu | Estadio Mundialista, Daejeon                           |                                                        |
| 19:30 (UTC+09:00)          | - Cho Yu-min 35' - Ju Se-jong 74' | Reporte | Mun Ji-hwan 22' | Asistencia: 8545 espectadores Árbitro(s): Lee Dong-jun | Asistencia: 8545 espectadores Árbitro(s): Lee Dong-jun |

| Vuelta; 29 de octubre de 2022 | Gimcheon Sangmu | 0 – 4 (Global 1 – 6) | Daejeon Hana Citizen                                          | Estadio de Gimcheon, Gimcheon                            |                                                          |
| 16:00 (UTC+09:00)             |                 | Reporte              | - Lee Jin-hyun 31', 53' - Kim In-gyun 74' - Kim Seung-sub 84' | Asistencia: 2918 espectadores Árbitro(s): Kim Jong-hyeok | Asistencia: 2918 espectadores Árbitro(s): Kim Jong-hyeok |

- Daejeon Hana Citizen ganó 6–1 en el global y ascendió a la K League 1, mientras que Gimcheon Sangmu descendió a la K League 2.

| Ida; 26 de octubre de 2022 | Anyang | 0 – 0   | Suwon Samsung Bluewings | Estadio Anyang, Anyang                                   |                                                          |
| 19:30 (UTC+09:00)          |        | Reporte |                         | Asistencia: 4863 espectadores Árbitro(s): Kim Jong-hyeok | Asistencia: 4863 espectadores Árbitro(s): Kim Jong-hyeok |

| Vuelta; 29 de octubre de 2022 | Suwon Samsung Bluewings                | 2 – 1 (t. s.)(Global 2 – 1) | Anyang     | Estadio Mundialista, Suwon                               |                                                          |
| 14:00 (UTC+09:00)             | - An Byong-jun 17' - Oh Hyeon-gyu 120' | Reporte                     | Acosty 55' | Asistencia: 12 842 espectadores Árbitro(s): Lee Dong-jun | Asistencia: 12 842 espectadores Árbitro(s): Lee Dong-jun |

- Suwon Samsung Bluewings ganó 2–1 en el global y permaneció en la K League 1, mientras que Anyang permaneció en la K League 2.